# HSAB-theorie
De HSAB-theorie (Engels: Hard Soft Acid Base Theory), ook bekend als het Pearson zuur-baseconcept, wordt in de chemie gebruikt als de verklaring van de (in)stabiliteit van verbindingen, complexen, en de (on)mogelijkheden van reactiepaden. Met de begrippen hard, zacht, zuur en base worden basiseigenschappen van (chemische) deeltjes beschreven:
- Hard verwijst naar kleine, hooggeladen deeltjes en die slecht gepolariseerd kunnen worden.
- Zacht verwijst naar een deeltje dat groot, laaggeladen en gemakkelijk polariseerbaar is.[1]
- Zuur verwijst naar een deeltje dat als lewiszuur kan optreden: het gedraagt zich als een elektronenpaaracceptor.
- Base verwijst naar een deeltje dat als lewisbase kan optreden: het gedraagt zich als een elektronenpaardonor.

De HSAB-theorie wordt vooral gebruikt als een kwalitatieve beschrijving, eerder dan een kwantitatieve, die meer inzicht biedt in de factoren die ten grondslag liggen aan chemische eigenschappen en reactiviteit. Vooral in de chemie van de overgangsmetalen is het een belangrijk begrip. Liganden en metalen zijn gerangschikt volgens hun hard- en zachtheid in de spectrochemische reeks, die van invloed is op de stabiliteit van hun onderlinge verbindingen.
De HSAB-theorie is ook een hulpmiddel bij het voorspellen van de reactieproducten van een metathesereactie. In 2005 is aangetoond dat gevoeligheid en gedrag van explosieven verklaard kan worden met behulp van de HSAB-theorie.
De HSAB-theorie werd in het begin van de jaren '60 van de 20e eeuw door Ralph Pearson geïntroduceerd in een poging de beschrijving van reactiemechanismen voor de organische en anorganische chemie met elkaar te verenigen.

## Theorie
De kern van de theorie komt op het volgende neer: zachte zuren reageren sneller en vormen sterkere bindingen met zachte basen, terwijl harde zuren sneller reageren en sterkere bindingen vormen met harde basen. Dit principe wordt ook wel like likes like genoemd en is vergelijkbaar met de betere oplosbaarheid van polair en apolaire verbindingen in respectievelijk polaire en apolaire oplosmiddelen. De indeling in de oorspronkelijke publicatie was vooral gebaseerd op de evenwichtsconstanten zoals die blijken wanneer twee Lewisbases met hetzelfde Lewiszuur kunnen reageren.

### Harde zuren en basen
Voor harde zuren en harde basen geldt in het algemeen:
- een kleine atoom- of ionstraal
- een hoog oxidatiegetal
- een lage polariseerbaarheid

Harde basen hebben een HOMO met lage energie, en harde zuren hebben een LUMO met hoge energie. Harde basen bezitten een hoge elektronegativiteit, terwijl die van harde zuren laag is.
Voorbeelden van harde zuren zijn: H+, alkali-ionen, Ti4+, Cr3+, Cr6+ en BF3. Voorbeelden van harde basen zijn: OH−, F−, Cl−, NH3, CH3COO− en CO32−. De aantrekkingskracht tussen harde zuren en basen is vooral ionisch van aard.
Een veel voorkomende verwarring is dat H− een harde base zou zijn, vanwege zijn hoge lading. H− is echter zeer polariseerbaar, en valt daarom onder de categorie zachte basen.

### Zachte zuren en basen
Voor zachte zuren en zachte basen geldt in het algemeen:
- een grote atoom- of ionstraal
- een laag oxidatiegetal (of 0)
- een hoge polariseerbaarheid

Zachte basen hebben een HOMO met hogere energie dan de harde basen, zachte zuren hebben een LUMO met een lagere energie dan de harde zuren. Hoog en laag zijn hier wel relatief binnen de zuren en binnen de basen: de HOMO van een zachte base heeft nog steeds een lagere energie dan de LUMO van het zachte zuur. Zachte zuren bezitten een hogere elektronegativiteit dan harde zuren, terwijl de zachte basen een lage elektronegativiteit bezitten.
Voorbeelden van zachte zuren zijn: CH3Hg+, Pt2+, Pd2+, Ag+, Au+, Hg2+, Hg22+ en BH3. Voorbeelden van zachte basen zijn: R3P, SCN− en I−. De aantrekkingskracht tussen zachte zuren en basen is vooral covalent van aard.

### Grensgevallen
Niet alle zuren en basen laten zich als óf hard óf zacht indelen. Grensgevallen bij de zuren zijn bijvoorbeeld trimethylboraan, zwaveldioxide en de kationen Fe2+, Co2+ en Pb2+. Grensgevallen bij de basen zijn onder meer aniline, pyridine, N2 en de anionen azide, Br−, nitraat en sulfaat.
Pogingen om de hardheid of zachtheid van basen getalsmatig weer te geven zijn gebaseerd op de bepaling van de evenwichtsconstante van de volgende reactie:
{\displaystyle {\ce {BH + CH3Hg+ -> H+ + CH3HgB}}}
Hierbij is CH3Hg+ een zeer zacht zuur en H+ (eigenlijk een proton) een zeer hard zuur die concurreren om de base B, waarvan de hardheid bepaald moet worden.

### Overzicht
Onderstaande tabel geeft een overzicht van de zachte en hard zuren en basen, alsook de grensgevallen:
| Zuren                        | Zuren      | Zuren       | Basen   | Basen      | Basen  |
| Hard                         | Grensgeval | Zacht       | Hard    | Grensgeval | Zacht  |
| ---------------------------- | ---------- | ----------- | ------- | ---------- | ------ |
| H+                           | In+        | Hg2+, Hg22+ | OH−     | N3−        | H−     |
| Li+, Na+, K+                 | Rb+, Cs+   | Pt2+        | RO−     | NCS−       | RS−    |
| Fe3+                         | Fe2+       | Pd2+        | F−, Cl− | Br−        | I−     |
| Cr3+, Cr6+                   | Co2+       | Ag+         | NH3     | NO2−       | R3P    |
| BF3                          | Ni2+       | BH3         | R-COO−  | C5H5N      | CN−    |
| R3C+                         | Sb3+       | C6Cl4O2     | CO32−   | C6H5NH2    | CO     |
| Ti4+                         | Zn2+       | M0          | N2H4    |            | C6H6   |
| Be2+, Mg2+, Ca2+, Sr2+, Ba2+ | Cd2+       | Au+         | O2−     |            | S2O32− |
| CO2                          | Ru3+       | Pb2+        | H2O     |            | S2−    |
| Mn2+                         | Cu2+       | Cu+         | NO3−    |            | P3−    |
| Ga3+                         | Bi3+       | Rh+         | SO42−   |            | Se2−   |
| SO3                          | SO2        | Tl+         | PO43−   |            | Te2−   |
| UO22+                        | NO+        | CH3Hg+      | ClO4−   |            | As3−   |

## Chemische hardheid

### Mathematische definiëring
In 1983 breidde Pearson samen met Robert Parr een kwalitatieve tak van de HSAB-theorie uit met een kwantitatieve definiëring van de chemische hardheid η. Deze wordt gedefinieerd als de tweede afgeleide van de totale energie van het chemische systeem (bijvoorbeeld een ion), rekening houdend met het aantal elektronen N:
{\displaystyle \eta ={\frac {1}{2}}\left({\frac {\partial ^{2}E}{\partial N^{2}}}\right)_{Z}}
De factor 1/2 wordt meestal weggelaten, daar deze arbitrair werd toegekend. Een andere uitdrukking is de volgende:
{\displaystyle \eta ={\frac {1}{2}}\left({\frac {\partial }{\partial N}}\mu \right)_{Z}}
waarbij
{\displaystyle \mu =\left({\frac {\partial E}{\partial N}}\right)_{Z}}
hierin is µ de chemische potentiaal.
Aangezien het begrip totale energie van het chemische systeem nogal ingewikkeld ligt om numeriek te berekenen, wordt vaak een benaderende formule voor η gegeven:
{\displaystyle {\begin{aligned}\eta &\approx {\frac {E(N+1)-2E(N)+E(N-1)}{2}}\\&\approx {\frac {(E(N-1)-E(N))-(E(N)-E(N+1))}{2}}\\&\approx {\frac {1}{2}}(I-A)\end{aligned}}}
hierin is:
- I de ionisatiepotentiaal
- A de elektronenaffiniteit

De bovenstaande uitdrukking impliceert dat de chemische hardheid evenredig is met de grootte van de band gap, indien deze uiteraard aanwezig is. Voor de uitdrukking van de chemische potentiaal µ verkrijgt men:
{\displaystyle {\begin{aligned}\mu &\approx {\frac {E(N+1)-E(N-1)}{2}}\\&\approx {\frac {-(E(N-1)-E(N))-(E(N)-E(N+1))}{2}}\\&\approx {\frac {1}{2}}(I+A)\end{aligned}}}
Deze uitdrukking is gelijk aan de negatieve elektronegativiteit χ, gedefinieerd op de schaal van Mulliken: μ = −χ. Bijgevolg zijn de chemische hardheid van de elektronegativiteit volgens Mulliken gerelateerd aan elkaar volgens
{\displaystyle 2\eta =\left({\frac {\partial \mu }{\partial N}}\right)_{Z}\approx -\left({\frac {\partial \chi }{\partial N}}\right)_{Z}}
In deze zin is de chemische hardheid dus een maat voor de weerstand tegen vervorming (van bijvoorbeeld elektronenwolken) of verandering.

### Chemische hardheid van enkele elementen en verbindingen
Onderstaande tabel geeft een overzicht van enkele zuren en basen, samen met hun chemische hardheid (uitgedrukt in elektronvolt):
| Chemische hardheid (eV) | Chemische hardheid (eV) | Chemische hardheid (eV) | Chemische hardheid (eV) | Chemische hardheid (eV) | Chemische hardheid (eV) |
| Zuren                   | Zuren                   | Zuren                   | Basen                   | Basen                   | Basen                   |
| ----------------------- | ----------------------- | ----------------------- | ----------------------- | ----------------------- | ----------------------- |
| Waterstof               | H+                      | ∞                       | Fluoride                | F−                      | 7                       |
| Aluminium               | Al3+                    | 45,8                    | Ammoniak                | NH3                     | 6,8                     |
| Lithium                 | Li+                     | 35,1                    | Hydride                 | H−                      | 6,8                     |
| Scandium                | Sc3+                    | 24,6                    | Koolstofmonoxide        | CO                      | 6,0                     |
| Natrium                 | Na+                     | 21,1                    | Hydroxide               | OH−                     | 5,6                     |
| Lanthaan                | La3+                    | 15,4                    | Cyanide                 | CN−                     | 5,3                     |
| Zink                    | Zn2+                    | 10,8                    | Fosfine                 | PH3                     | 5,0                     |
| Koolstofdioxide         | CO2                     | 10,8                    | Nitriet                 | NO2−                    | 4,5                     |
| Zwaveldioxide           | SO2                     | 5,6                     | Waterstofsulfide        | SH−                     | 4,1                     |
| Jood                    | I2                      | 3,4                     | Methaan                 | CH4                     | 4,0                     |

## Toepassingen
Deze theorie kent een aantal praktische toepassingen:
- Metalen zijn zachte zuren en worden, als ze als katalysator worden ingezet, vergiftigd door zachte basen als fosfanen, aminen en sulfiden.
- Harde oplosmiddelen als waterstoffluoride, water en andere protische oplosmiddelen hebben de neiging fluoride en zuurstofhoudende anionen sterk te solvateren. Anderzijds zijn zachte (dipolair, aprotisch, zoals dimethylsulfoxide of aceton) oplosmiddelen beter in staat grotere anionen van zachte basen te solvateren.
- In de coördinatieverbindingen zijn zacht-zacht en de hard-hard interacties beschreven tussen liganden en metalen.
- In de serie halogenen neemt de oplosbaarheid van de zilverzouten (zilver is een zacht zuur) van het fluoride (goed oplosbaar) af naar het jodide (vrijwel onoplosbaar). Het oplosbaarheidsproduct wordt steeds kleiner. Voor het harde calciumion geldt het omgekeerde: calciumfluoride is slecht oplosbaar, de andere halogeniden zijn goed oplosbaar.
- Het scheiden van kat- en anionen uit een waterige oplossing middels kwalitatieve analyse van ionen.

### De regel van Kornblum
Een toepassing van de HSAB-theorie is de regel van Kornblum: in het geval van een ambident nucleofiel (een nucleofiel dat met 2 of meerdere nucleofiele sites kan aanvallen) zal het meer elektronegatieve atoom reageren via een SN1-reactie, het minder elektronegatieve atoom zal via een SN2-reactie reageren. Deze regel, in 1954 voor het eerst geformuleerd door Nathan Kornblum gaat in de tijd weliswaar vooraf aan de formulering van de HSAB-theorie, maar wordt door deze theorie wel in een breder kader geplaatst. In HSAB-termen reageert het harde zuur, het carbokation, met de harde base (hogere elektronegativiteit), in een SN2-reactie reageert een tetravalent koolstofatoom (zacht zuur) met de zachte base.